# The Magic Face
The Magic Face (auf Deutsch: Das magische Gesicht) ist ein US-amerikanischer Kriegsfilm aus dem Jahre 1951 von Frank Tuttle mit Luther Adler in einer Doppelrolle als Varietéartist und Adolf Hitler.

## Handlung
Die einführenden Sätze spricht der US-Historiker William L. Shirer, der vor Hausruinen in Berlin steht und dem Zuschauer glauben machen will, dass in der nachfolgenden Filmhandlung möglicherweise die wahren Gründe für die deutsche Niederlage 1945 erzählt würden. Deutschland, zur Zeit der NS-Herrschaft Adolf Hitlers. Rudi Janus, ein Entertainer, der in Varietés und auf Theaterbühnen als „Der große Janus“ auftritt, besitzt ein großes Talent: Er ist Stimmenimitator und kann eine Reihe von berühmten Persönlichkeiten nachmachen, darunter auch Mussolini, Äthiopiens Haile Selassie und Hitler. Eines Tages 1938, im Jahr des Anschluss Österreichs, befindet sich bei einer Vorstellung in Wien auch der „Führer“ im Publikum. Dieser beginnt sich, mehr als es Rudi gefallen kann, für Frau Janus zu interessieren und bittet diese zu sich. Hitlers Adjutant Major Weinrich kommt in die Garderobe, um Veras Janus abzuholen. In Rudi gärt es, er will Vera nicht einfach so ziehen lassen. Wer sich mit dem „Führer“ anlegt, wird dies bald bitter bereuen, und so landet Rudi prompt im Gefängnis. Hier kommt ihm sein Stimmentalent zugute, denn Rudi ahmt seinen Gefängnisdirektor nach, passiert ungehindert die Wachposten und gelangt so in Freiheit.
Rudi will sich für das erlittene Ungemach am „Führer“ rächen und sucht daher die Nähe von Hitlers Kammerdiener Wagner. Er schmeichelt diesem und bietet sogar an, ihm das Geld für eine ersehnte Auswanderung nach Amerika zu geben -- alles nur, um Wagners Position als Hitlers persönlicher Diener zu beerben. Tatsächlich gelingt der Coup, und Janus wird als Kammerdiener Vogel eingestellt. Janus entdeckt, dass seine abtrünnige Frau Vera Hitlers Geliebte geworden ist. Er befürchtet, dass sie ihn augenblicklich erkennen werde, doch tatsächlich ist seine Maske derart gut, dass Vera nicht weiter misstrauisch wird. Als Hitler im Juli 1940 plant, mit deutschen Truppen in England zu landen, entscheidet sich Janus dafür, den finalen Schlag gegen den Diktator zu wagen und diesen zu töten, ehe es zum schlimmsten kommen kann. Mit einem Glas vergifteter Milch bringt er Hitler zur Strecke. Dann nimmt er augenblicklich dessen Position ein. Der neue falsche Hitler befiehlt, den Leichnam des toten echten Hitler, den er als Schauspieler Janus identifiziert und dem er, Hitler, 1938 in Wien begegnet sei, augenblicklich zu verbrennen.
Von nun an trifft der neue „Hitler“ fatale Fehlentscheidungen: Er bläst den Angriff auf Großbritannien ab, lässt stattdessen 1941 seine Truppen in die Sowjetunion einmarschierten und erklärt zum Ende desselben Jahres den USA den Krieg. Seine Generalität und das Umfeld, das den wahren Hitler gut kannte, wundert sich über dessen Persönlichkeitswandel, aber ohne Konsequenzen. Als Hitler die 6. Armee von General Paulus in Stalingrad opfert, beginnen in der Generalität ernsthafte Zweifel an Hitlers Verstand aufzukommen. Am 20. Juli 1944 wird im Hauptquartier Wolfsschanze versucht, Hitler in die Luft zu sprengen. Der bislang so treu ergebene Major Weinrich ist ebenfalls in das Attentat eingeweiht. Auch bei der Landung der Alliierten an der Küste der Normandie sorgt Janus dafür, dass sein „Hitler“ katastrophale Fehlentscheidungen trifft. Als Weinrich eine Zigarette bei dem Nichtraucher entdeckt, erinnert sich der Adjutant auch an seine Begegnung mit Janus in Wien 1938. Doch sein Wissen bringt ihm nichts mehr, er wird hinterrücks erschossen. Währenddessen macht sich bei Hitlers Geliebte Vera Janus angesichts des Kriegsverlaufs immer mehr Verzweiflung breit. Sie ist zu Hitler in den Berliner Bunker gezogen. Im Angesicht des nahenden Todes demaskiert sich Hitler und wird wieder zu Rudi Janus. Dessen untreue Ehefrau schreit vor Entsetzen, läuft in Panik davon und wird von einem Granateneinschlag getötet. Ob Janus alias Hitler ebenfalls umkommt, wird offen gelassen.

## Produktionsnotizen
The Magic Face entstand in Österreich (Studio- und Außenaufnahmen in Wien) und wurde am 13. August 1951 in den USA uraufgeführt. Im deutschsprachigen Raum wurde der Film nicht gezeigt.
The Magic Face orientiert sich inhaltlich ein wenig an den acht Jahre zuvor in Hollywood entstandenen Propagandastreifen The Strange Death of Adolf Hitler. Im Vorspann ist zu lesen „as told to William Shirer“. Shirer gibt zu Beginn des Films vor, diese Geschichte in Wien von einer Frau erzählt bekommen zu haben.
Eduard Stolba entwarf die Filmbauten, Friedrich Erban übernahm die Aufnahmeleitung.
Gleich im Anschluss an diesen Film konnte man Luther Adler erneut als Hitler sehen: In der ebenfalls 1951 uraufgeführten A-Produktion Rommel, der Wüstenfuchs.

## Kritiken
In der New York Times äußerte sich Bosley Crowther zu der geringen Wahrscheinlichkeit dieser Story und schrieb dann: “Die Geschichte ist mehr als fantastisch. Die Art und Weise, wie hier unter der hemmungslosen Regie Frank Tuttles gespielt wird, ist fern rationalen Glaubens. Luther Adler, der sowohl den Schauspieler als auch den unbeweinten Boss des Dritten Reichs porträtiert, wirft sich in diesen Unsinn mit der gekünstelten Ernsthaftigkeit eines kleinen Schmierendarstellers vom Varieté.”
Der Movie & Video Guide fand, dass die darstellerische Leistung des Hauptdarstellers „Adler über dem [filmischen] Material“ stünde.
Halliwell’s Film Guide sah in diesem B-Streifen eine „geradezu extrem amüsant-unwahrscheinliche Anekdote“, die allerdings „mit Elan präsentiert“ werde, aber durch eine „minderwertige Produktion gehandicapt“ sei.